# Leinetal
Leinetal é um Verwaltungsgemeinschaft no distrito de Eichsfeld, na Turíngia, Alemanha.
A sede é em Bodenrode-Westhausen.
Consiste nos seguintes municípios:
1. Bodenrode-Westhausen

1. Geisleden

1. Glasehausen

1. Heuthen

1. Hohes Kreuz

1. Reinholterode

1. Steinbach

1. Wingerode